# Kino (conjunt britànic)
Kino és un grup britànic de rock neo-progressiu format per membres d'altres grups (John Mitchell d'Arena i The Urbane; Pete Trewavas de Marillion, Transatlantic i  Edison's Children; John Beck d'It Bites; Bob Dalton d'It Bites; Chris Maitland de Porcupine Tree).
La formació va treure el seu àlbum de debut, Picture al febrer del 2005.
Enter el període del 2006 al 2018 va estar inactiva degut a que Mitchell es va reunir amb Beck i Dalton als reformats It Bites, reemplaçant al guitarra i cantant original, Francis Dunnery, fent una gira el 2006 i realitzant dos àlbums. A part, la banda ha deixat d'aparèixer a la web del seu segell, InsideOut.
Al Gener del 2018, Mitchell va anunciar que reformava la banda amb Trewavas, Beck i Craig Blundell reemplaçant a Chris Maitland a la bateria. Al Març del mateix any editen un nou disc en estudi, 'Radio Voltaire'.

## Formació
- John Mitchell: veu solista, guitarres (2004–2006, 2017–present)
- Pete Trewavas: baix, bass pedals, cors (2004–2006, 2017–present)
- John Beck: sintetitzadors, cors (2004–2006, 2017–present)
- Chris Maitland (Gravació a l'estudi de Picture): bateria i percussions, cors (2005)
- Bob Dalton: bateria i percussions, cors (2006)
- Craig Blundell: bateria i percussions (2018–present)

## Discografia
- Picture - àlbum en estudi, Febrer 2005
- Cutting Room Floor - recopilació, Desembre 2005
- Radio Voltaire - àlbum en estudi, Març 2018)